# Gerley János
Gerley János (1848-ig Hardlicska; Holics, 1816. - Pozsony, 1867. május 20.) Pozsony vármegye főorvosa.

## Élete
1841-ben Pesten szerzett orvosi diplomát. 1861-től Pozsony vármegye főorvosa.
1865-ben részt vett a magyar orvosok és természetvizsgálók pozsonyi találkozóján, ahol a csallóközi kretenizmussal (golyva) foglalkozott. Már ekkor feltételezte a betegség ivóvízzel való összefüggését és konkrét lépéseket javasolt a megelőzésére, illetve a betegápolásra.
Felesége Kammerer Mária (1813-1904), fiai Gerley Gyula és Gerley Béla. Valószínűleg tífuszban (hagymáz) hunyt el. A pozsonyi kecskekapui temetőben helyezték örök nyugalomra.

## Művei
- 1861-1862 A pozsonyi közkórház és országos szemgyógyintézet ügyében. Gyógyászat
- 1865 Der Cretenismus in der Insel Schütt. In: Verhandlungen des Vereins für Naturkunde zu Presburg 1864–1865, 72–96.
- 1865 A cretinismus Csallóközben. Orvosi Hetilap
- 1866 A gyügeség, cretinismus Csallóközben, A hazánkban előforduló elmebetegekről és hülyékről tett hivatalos hatósági jelentések kivonatos birálati összeállítása. Magyar orvosok és természetvizsgálók Munkálatai XI.
- 2004 A gyügeség (Cretenismus) a Csallóközben. Budapest.